# Wanda Półtawska
Wanda Wiktoria Półtawska (2 de novembro de 1921 – 24 de outubro de 2023) foi uma médica, autora, sobrevivente do Holocausto e ativista pró-vida polonês.

## Biografia
Wanda Wiktoria Półtawska nasceu em Lublin, Polônia, em 2 de novembro de 1921.    Durante a Segunda Guerra Mundial, ela foi enterrada no campo de concentração de Ravensbrück, ao norte de Berlim, tendo sido presa em fevereiro de 1941 e acusada de ajudar o movimento de resistência polonês. Ela foi usada como cobaia humana e tornou-se objeto de vários experimentos médicos. Ela passou quatro anos no acampamento e depois escreveu um relato de suas experiências, And I Am Afraid of My Dreams.  Em 1947 casou-se com o filósofo Andrzej Półtawski e teve quatro filhos.  
Suas memórias sobre a vida e as condições das mulheres detidas no campo forneceram material para outros livros, como Ravensbrück: The Cell Building, de Insa Eschebach.  Ela havia decidido durante seu encarceramento que, se sobrevivesse, se tornaria médica. Ela completou seus estudos médicos na Universidade Jaguelônica em 1951 e obteve seu doutorado em psiquiatria em 1964. Ela conduziu pesquisas sobre as chamadas “crianças de Auschwitz”, pessoas que suportaram os campos de concentração quando crianças. Em 1967, organizou a criação do Instituto de Teologia da Família na Pontifícia Academia de Teologia de Cracóvia e administrou-o durante 33 anos. Entre 1981 e 1984, foi professora na Pontifícia Universidade Lateranense de Roma. 
Após sua prisão, Półtawska desenvolveu uma estreita amizade com o Papa João Paulo II durante seu sacerdócio e permaneceu amiga dele até sua morte em 2005.  Em 2009, Półtawska publicou cinco décadas de correspondência privada com o Papa João Paulo II, gerando alguma controvérsia.  

### Religião e declaração de fé
Półtawska era uma católica romana convicta e colaborou com seu compatriota, o Papa João Paulo II, influenciando-o em temas como contracepção e sexualidade.  Quando, em 1962, Półtawska adoeceu com câncer e lhe foi dito que tinha apenas 18 meses de vida, o monge Padre Pio foi convidado pelo futuro Papa, então Bispo Wojtyła, a rezar por Półtawska. Depois disso, seu crescimento canceroso supostamente desapareceu e ela não precisou mais de uma operação para removê-lo. Este foi um dos milagres que levaram o Papa a canonizar Padre Pio em 2002.  
Półtawska foi a autora de um documento intitulado Declaração de fé dos médicos católicos e estudantes de medicina com respeito à sexualidade e reprodução humana, que é uma declaração de fé e dogma e, entre outras coisas, condena o aborto, a contracepção, a inseminação artificial e a eutanásia.  O documento foi assinado por cerca de 4.000 pessoas, incluindo médicos, enfermeiros e estudantes de medicina, e tornou-se objeto de acesos debates políticos e mediáticos sobre a influência da religião na prática médica.  

### Morte
Wanda Półtawska morreu em Cracóvia em 24 de outubro de 2023, pouco antes de completar 102 anos.  